# Arthur Luck
Arthur Luck (* 1895 in Sonneborn; † 1962) war ein deutscher Gewerkschaftsfunktionär, Kommunalpolitiker (SED) und Konsum-Genossenschafter.

## Leben
Luck entstammte einer bäuerlichen Familie. Sein Vater war Schäfer. Nach dem Besuch der Volksschule erlernte er den Beruf des Tapezierers. 1912 trat er in die Gewerkschaft ein und wurde Mitglied der Sozialistischen Arbeiterjugend (SAJ). Nach seiner Wanderzeit als Geselle musste er von 1916 bis 1919 als Heeressoldat am Ersten Weltkrieg teilnehmen, in dem er schwer verwundet wurde. Von 1919 bis 1922 arbeitete er in der Waggonfabrik Gotha, wobei er sich zum Kaufmann weiterbildete. 1920 trat er in die Unabhängige Sozialdemokratische Partei Deutschlands (USPD) ein und wurde 1922 dort Sekretär. Von 1925 bis 1931 führte er den Konsumverein Gotha als Geschäftsführer, bis die Genossenschaft in Konkurs ging. In diesen Jahren trat er in die Kommunistische Partei Deutschlands (KPD) über, wurde aber 1929 ausgeschlossen und  wurde Mitglied der Kommunistischen Partei (Opposition) (KPO). Noch vor 1933 trat er in die Sozialdemokratische Partei Deutschlands (SPD) ein. Von 1931 bis 1933 wirkte er als Sekretär des Verbandes Thüringer Konsum-Vereine.
Nach dem Machtantritt der NSDAP 1933 wurde er mehrere Jahre arbeitslos und wurde mehrfach kurzzeitig inhaftiert. Von 1939 bis 1945 war er als Materialverwalter und als Kraftfahrer in einer Gothaer Firma tätig.
Als die NS-Herrschaft 1945 beseitigt war, trat er im Juni dem Bund demokratischer Sozialisten (BDS) und kurz danach der wieder gegründeten SPD bei. Seit Mai 1945 war er Leiter des Kreis-Wirtschaftsamtes, ab Juli 1945 Landrat in Gotha und außerdem Kreisvorsitzender der SPD. Als Mitglied der Sozialistischen Einheitspartei Deutschlands (SED) besuchte er von Januar bis Mai 1949 die SED-Landesparteischule, wurde aber wegen „politischer Fehler“ seines Amtes als Landrat enthoben. Später war er bei der Thüringer Raiffeisen-Genossenschaft in Erfurt beschäftigt.